# 北日ヶ窪団地
北日ヶ窪団地（きたひがくぼだんち）は、かつて東京都港区に立地した日本住宅公団の造成した分譲住宅である。

## 概要
当団地は大木に囲まれた緑豊かな環境で、住棟の配置は同時期に竣工した原宿団地と同様の住棟配置をしている。また、各住棟には前庭と奥庭があり居住者用の小さな児童公園もあった。また、1号棟は建て替えの直前まで川崎重工業の社宅として借り上げられていた。
昭和50年代後半ごろから建て替えの計画が持ち上がり、その後の紆余曲折の末の再開発によって、現在は六本木ヒルズが立っている。

## 建て替えと再開発
当初、当団地の住人は周囲の森ビル・港区主導の再開発とは関係なく、個別に建て替えを行う方針を持っていた。

## 基本データ（建て替え前）
- 竣工 - 1958年（昭和33年）
- 構成 - 5棟から構成、全116戸
- 所在 - 東京都港区六本木6

## 住棟構成（建て替え前）
- 中層フラット棟 - 3棟（5階建て、北廊下型）
- スターハウス - 2棟（5階建て）

## 交通（建て替え前）
- 六本木駅（東京メトロ日比谷線・都営地下鉄大江戸線）より徒歩約4分。
- 乃木坂駅（東京メトロ千代田線）より徒歩約11分。
- 東京都営バス都01系統・渋88系統（渋谷駅 - 新橋駅北口）